# Герман, Оскар
Оскар Герман (хорв. Oskar Herman; 1886—1974) — хорватский художник еврейского происхождения; был одним из участников группы хорватских художников, известной как «Мюнхенский кружок», которая оказала сильное влияние на современное искусство в Хорватии.

## Биография
Родился 17 марта 1886 года в Загребе в хорватской еврейской семье Danijel и Jozefina Herman. Отец умер когда Оскару было 4 года.
Первоначально учился в бизнес-школе в Загребе, хотя его интерес относился к рисованию и живописи. Затем обучался искусству в школе живописи у K. Filip в Загребе. После этого переехал в Мюнхен, где в 1904 году, как и его земляк Йосип Рачич, учился у словенского живописца и педагога Антона Ажбе. В 1905 году он поступил в Академию изобразительных искусств в Мюнхене, где учился до 1910 года; среди его учителей был Гуго фон Габерман. В то время Мюнхен был центром европейской художественной школы реализма, постимпрессионизма, символизма и модерна.
В 1914 году, после начала Первой мировой войны, Герман вернулся в Загреб. Он был признан частично негодным к военной службе, но служил в армии в Загребе с 1915 по 1918 годы. После окончания войны снова отправился в Мюнхен, где продолжал жить вплоть до 1933 года, иногда возвращаясь в Загребе и посещая Берлин и Париж. Во время  пребывания в Мюнхене он регулярно выставлял свои работы, как на персональных выставках, так и на выставках Munich Secession Art. В 1933 году, из-за эскалации в Германии нацизма, он вернулся в Загреб.
В годы Второй мировой войны Герман вступил в партизанские войска, был взят в плен и заключен в лагерь в городе Ferramonti di Tarsia, Калабрия, Италия, где находился с 1942 по 1944 годы. После своего освобождения, он присоединился к колонии художников в Кодзано, Корсика, Франция. В 1944 году Оскар вернулся в Хорватию и снова присоединился к партизанам.
В 1945 году, после окончания войны, начал работу как куратор Галереи современного искусства в Загребе. Эту должность он занимал до выхода на пенсию в 1954 году. В этом же году подготовил ретроспективную выставку в Музее искусств и ремесел (англ. Museum of Arts and Crafts); в 1971 году провел крупную ретроспективную выставку в Art Pavilion. Оскар Герман был нелюдимый художник, поэтому его работы был поздно приняты и поняты.
Умер 22 января 1974 года в Загребе. Похоронен на городском кладбище Мирогой.
В 2008 году почтой Хорватии была выпущена почтовая марка, посвященная Оскару Герману.